# Santo Niño de Atocha

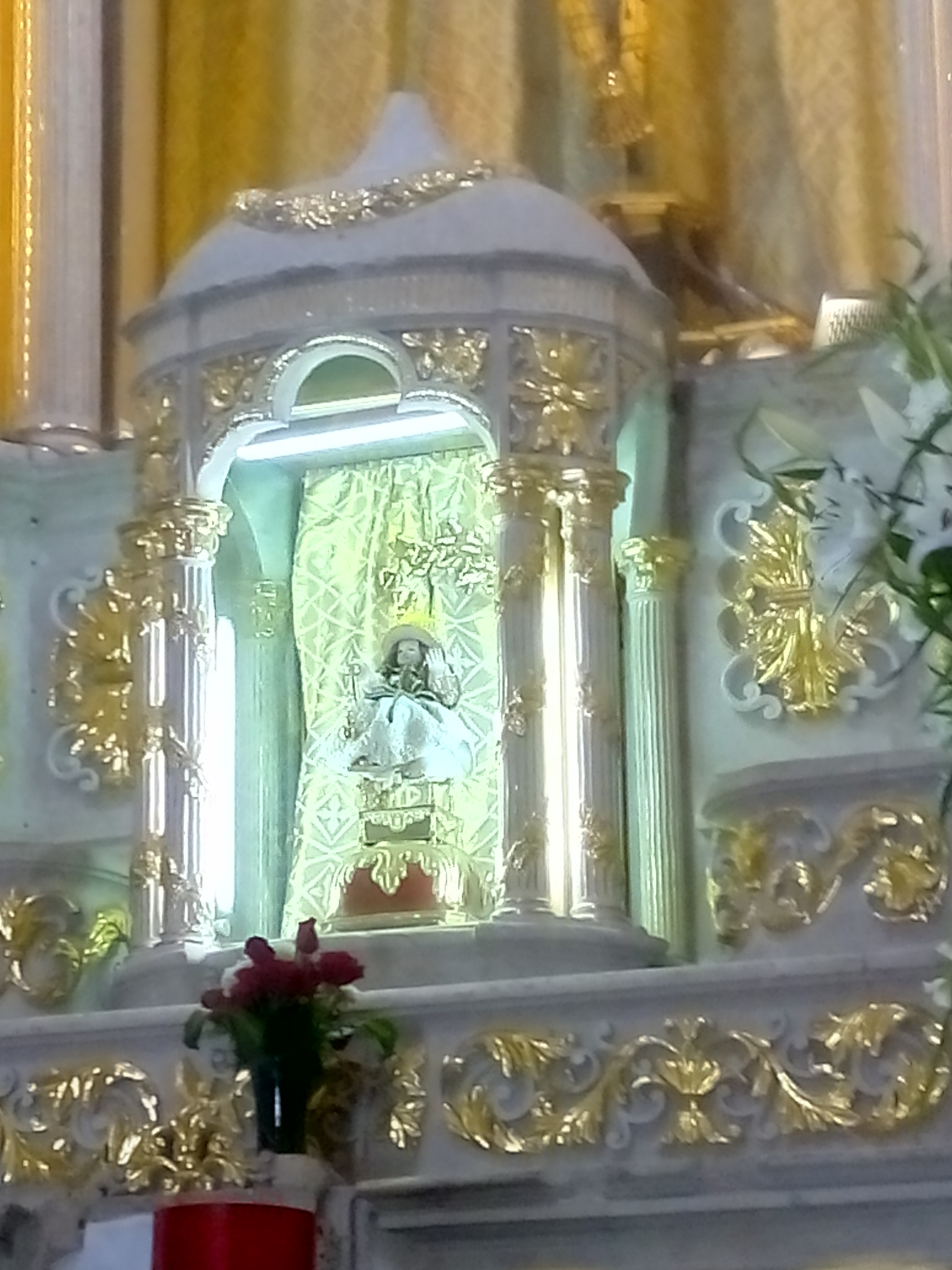
Imagen original del santo niño de Atocha en Plateros

El Santo Niño de Atocha es una advocación de la infancia de Jesús de origen español. Su devoción se extiende por toda América, con especial presencia en México y Colombia, particularmente en  Plateros, comunidad de Fresnillo, Zacatecas y Ragonvalia, Departamento de Norte de Santander 
La leyenda cuenta que solo los niños podían llevar alimento a los prisioneros cristianos en la ciudad de Atocha durante la invasión musulmana. Los hombres sin hijos tenían menos posibilidades de sobrevivir, por lo que las mujeres empezaron a orar a la virgen por una intervención divina.
Un día apareció un niño vestido de peregrino del Camino de Santiago con sombrero, sandalias, capa, bastón con una guirnalda de agua, espigas de trigo y una canasta. Él alimentó a los presos, hasta que los guardias descubrieron con asombro que la comida y el agua no se agotaban.
La noticia de lo ocurrido se dispersó por la comunidad, llegando a oídos de las fieles quienes se llevaron una gran sorpresa al descubrir los zapatos, del Niño Jesús, llenos de tierra. Estos fueron reemplazados varias veces, pero siempre volvían a aparecer sucios y en precarias condiciones.

## Apariencia
La imagen original del Santo Niño de Atocha que se encuentra en el Santuario del Señor de los Plateros, Fresnillo, Zacatecas representa a un niño vestido de peregrino del Camino de Santiago con sombrero, capa, bastón con una alcuza para el agua y unas espigas de trigo en la mano izquierda y una canasta en la mano derecha, una concha de vieira sobre el pecho y lleva puestas sandalias, sentado en una silla.

## Historia
El Santo Niño de Atocha es un Niño Jesús que se encuentra en los brazos de la Virgen. Los historiadores dicen que los musulmanes tenían encarcelados a cristianos y que no permitían visitas ni de familiares ni de amigos, solamente de niños pequeños. Fue así como “el mismo Niño Jesús” decidió hacerles compañía en su tribulación, los consolaba y daba comida. Desde entonces, en las imágenes fue representado como un Niño Peregrino con huaraches, sombrero, una cesta de pan en una mano y un bastón en la otra. Cuando los peninsulares llegaron al Nuevo Mundo, trajeron esta devoción y los trabajadores europeos que emigraron a Plateros, por el descubrimiento de plata en esa región, no la olvidaron tampoco.
Se dice que El Santo Niño de Atocha también ayuda a mineros que quedan atrapados en una mina. Se le atribuyen muchos milagros y millones de personas creen en él en todo el mundo.

## México
Hace más de setenta años, el periódico “El Peregrino de Atocha” que publicaban en Plateros los Padres Josefinos, entonces encargados del Santuario, confesaba que no había datos sobre quién trajo la imagen de Nuestra Señora de Atocha.
«Ignoramos también desde cuándo los católicos mexicanos comenzaron a tributar culto especial a la pequeña pero simpática imagen del Santo Niño de Nuestra Señora de Atocha».
Muchas veces se ha tratado de investigar a fondo el origen de esta devoción al Santo Niño, y no se ha encontrado en los archivos la más pequeña huella de su historia.
Desde mediados del siglo XIX, se han venido haciendo incontables ediciones de una “Novena y Triduo dedicados al Milagrosísimo Niño de Atocha”. Nadie numera las ediciones, que salen de las prensas en Fresnillo y en Zacatecas, en México y en Guadalajara, en León, Guanajuato, y hasta en ciudades de América Central.
Ese pequeño manual de oraciones, que incluye alabanzas en verso y narraciones de milagros, han resistido el correr de los años. “Novenas” escritas por teólogos y pastoralistas han tenido que retirarse de la circulación porque los devotos del Santo Niño quieren mantener siempre el rezo tradicional.
Aunque el modesto folleto no tiene pretensiones históricas, es el testimonio más antiguo que poseemos sobre una devoción popular muy arraigada y que plantea interrogantes que no tienen respuestas.
Virgen de Atocha
```
Quisiéramos saber por qué el niño de Santa María de Atocha se le arranca de sus brazos a su Madre, y caso único, se le hace objeto de un culto especial que exige representarlo y venerarlo solo, aunque en las invocaciones se alude siempre a su Virgen Madre.
```

Santo Niño de Atocha
El Niño Azul viste una pequeña capa o esclavina con cuello de encaje, en la que va prendida una concha. Todo eso falta en el Santo Niño, quien además no aprieta contra el báculo un puñado de espigas.
La canasta que éste lleva en la mano izquierda, aquél la sostiene con la derecha; consiguientemente también lleva el báculo en distinta mano.
A través del siglo XIX, las litografías representan exclusivamente al Niño Azul y traen la indicación de que se venera en Plateros. No hay ningún indicio de que en este santuario haya habido otra imagen, ni de que al Niño de Atocha se le venere en otro templo, ni siquiera en la basílica de Atocha, en Madrid.
Mientras que pueden despejarse estos interrogantes con argumentos históricos, proponemos una hipótesis que tal vez ayude a resolver el apasionante problema iconográfico de esta devoción tan seria y tan arraigada.
En el retablo mayor del Santuario del Señor de los Plateros, al pie del gran crucifijo titular del Templo, se abre en el pequeño nicho labrado en cantera rosa donde se encuentra la imagen de Cristo Niño a la que venera con profunda devoción el pueblo mexicano con el nombre de Santo Niño de Atocha.
El Santuario

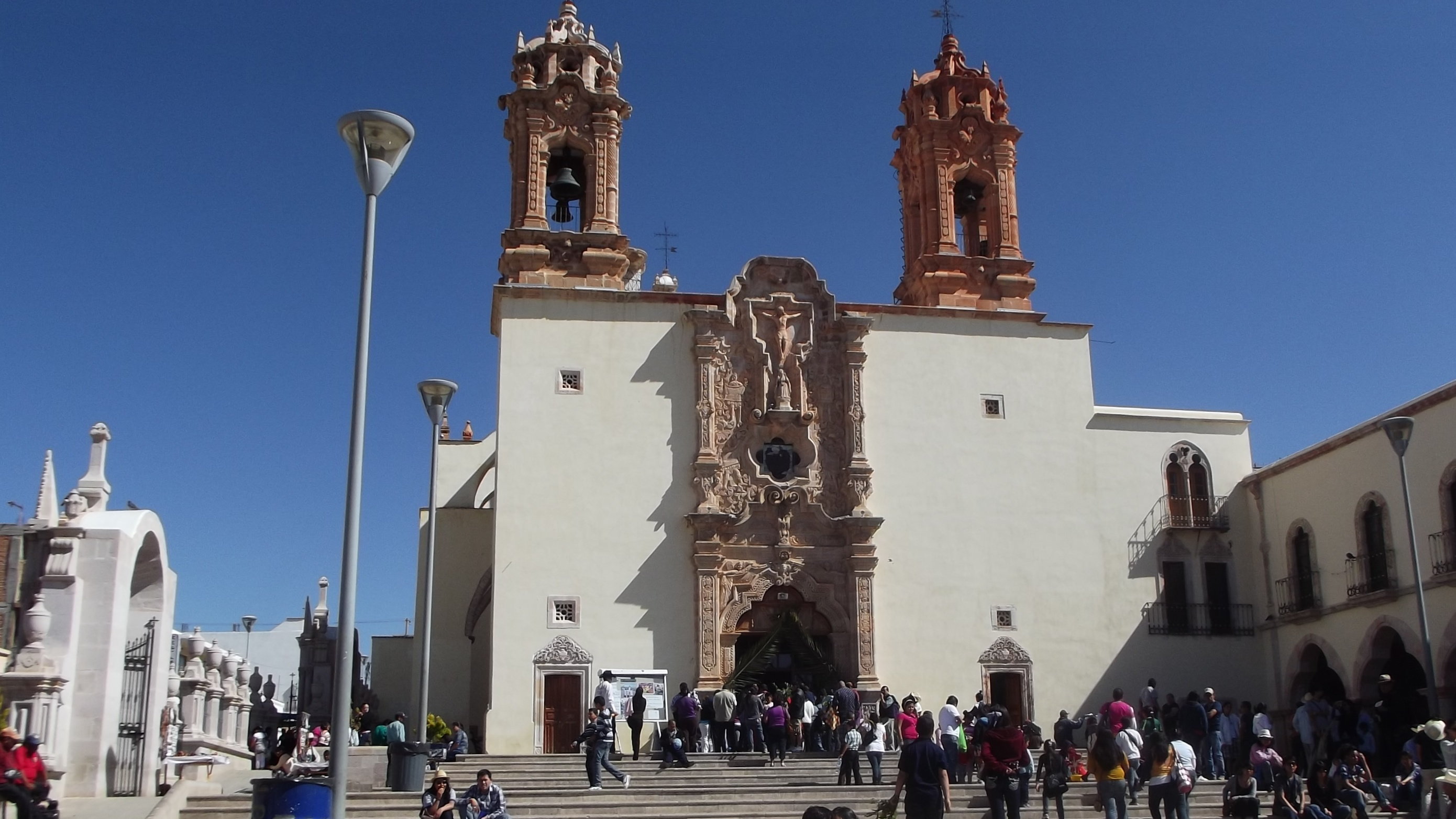
Recinto donde se alberga la imagen del Niño de Atocha.

Hace casi doscientos años, se concluyó el actual santuario, muestra tardía de la arquitectura barroca popular. Algunas claves de las ventanas dicen las fechas en que fueron cerradas: 1° de abril de 1790, 11 de mayo de 1790.
Los colaterales dorados desaparecieron hacia 1875 para dar lugar a los retablos neoclásicos, que aceptan sin rubor pormenores góticos, y que fueron cincelados con admirable finura por Don José Rosas Montaño. La hermosa fachada del templo cuya figura central es el Señor de los Plateros y la mayor parte de las claves de los arcos de la nave, adornadas con instrumentos de la pasión de Cristo, indican en honor de que imagen fue levantada esta construcción.
Santuario secuencial
Estudiar detenidamente la escultura de Jesús crucificado, labrada con tosquedad en madera pesada, con ojos pintados en vidrio plano, parece que no es temerario aceptar que sea una obra del siglo XVI, por más que la chapa de plata que cubre la cruz sea del siglo XVII. tal vez los avatares del primer siglo del virreinato cuando la guerra chichimeca hizo desaparecer pueblos y misiones, encuadran el episodio tradicional de los viajeros que abandonan el Cristo más cerca de Plateros que de Fresnillo, en el camino que va de uno a otro lugar.
Testigo mudo de los milagros del Señor de los Plateros es la piedra del asesino, que sobre un pedestal se conserva en el patio interior del Santuario. La devoción a esta imagen se encuentra documentada con profusión en los archivos de la catedral de Guadalajara, del Obispado de Zacatecas y de la parroquia de la Purificación de Fresnillo.
El culto creciente hizo que se construyera esta hermosa iglesia actual para sustituir a la anterior capilla.
En 1882, el segundo Obispo de Zacatecas Don José María del Refugio Guerra y Alva, al visitar el Santuario y ver la gran cantidad de exvotos o retablos expuestos en las paredes del templo, que testimoniaban la gratitud de los fieles por los favores concedidos, ordenó que se construyera el Salón de Retablos. El culto al Señor de los Plateros estaba en su apogeo y el sacerdote Don Dámaso Martínez, capellán del Santuario, mandó levantar el camarín semiochavado detrás del altar mayor, que se concluyó el 20 de julio de 1883. También por entonces debió edificarse la nueva sacristía.
Pero ya desde 1892 aparece documentada la devoción al “Santo Niño de Santa María de Atocha“. Se dice que el marqués de San Miguel de Aguayo, dueño de las minas de Plateros, donó al Santuario en el siglo XVIII una réplica de la imagen de la Santísima Virgen Madre de Dios venerada en la Basílica de Atocha, de Madrid, si bien, las dos imágenes no tienen mucho parecido. La Fiesta del 25 de diciembre ganó pronto en solemnidad a la del 1 de julio: el pueblo trasladó su efecto y su confianza del Cristo clavado en la cruz al Cristo Niño, cuya imagen besada con ternura en la Nochebuena, quitándole de los brazos de su Madre.
El “Niño de Santa María de Atocha“ es invocado en lugares muy remotos por personas que no conocen la imagen y que imaginan al niño como un muchachito de 10 años o un joven ya mayor.

### Los primeros testimonios.
Exvotos
```

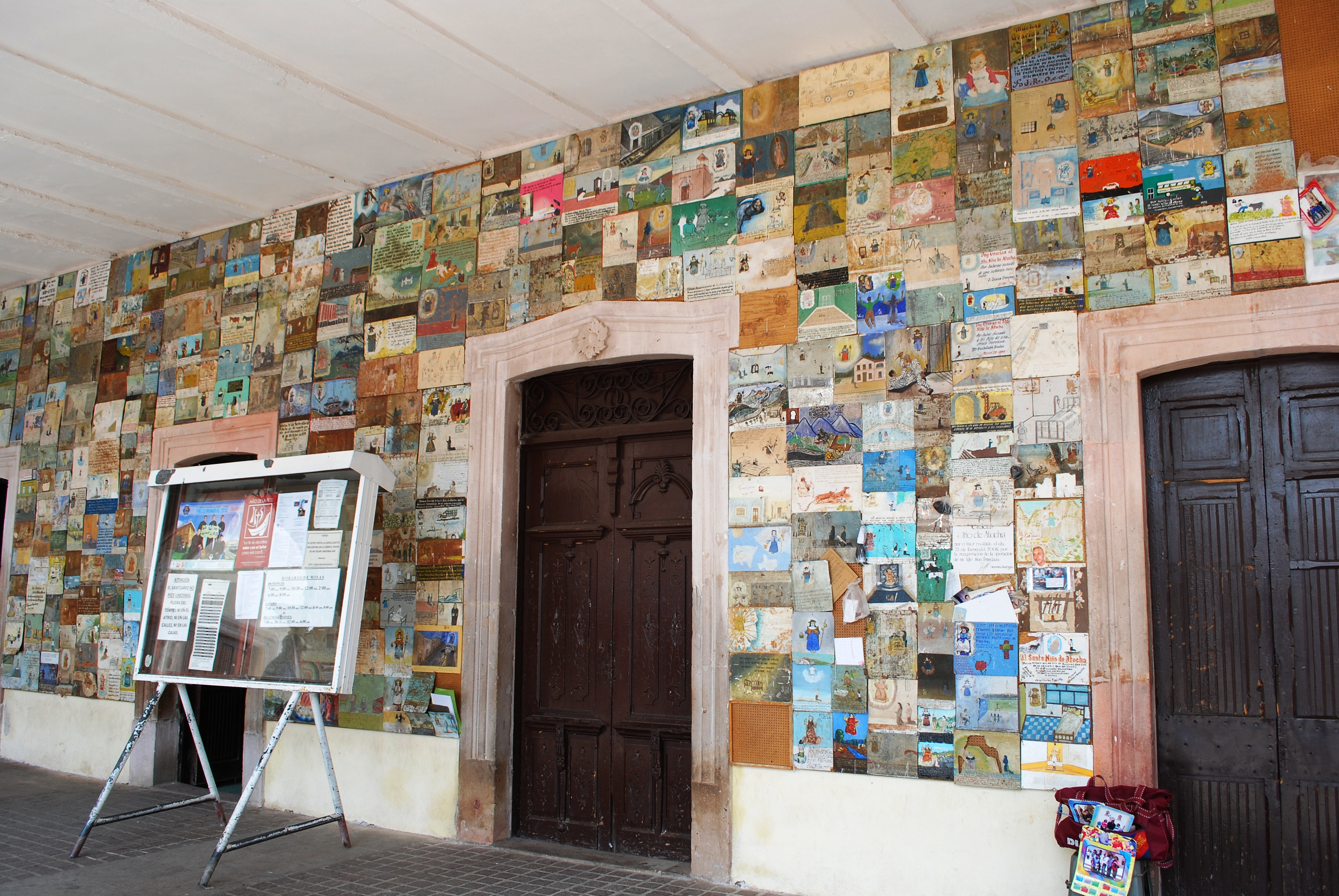
Paredes llenas de exvotos dedicados al Niño de Atocha.

Un hacendado no consiguió peones para segar su trigo y fue auxiliado por un mozuelo ágil y misterioso que dijo llamarse Manuel de Atocha. El agradecido propietario puso unas espigas de oro en la mano del “Niño Santo”.
```

Maximina Esparza, mujer de vida alegre, es liberada de la cárcel de Durango por un joven muy formal, que ante el juez se hace cargo de ella, declara que es hijo de María de Atocha y que vive en Fresnillo.
Corría el año 1831, y el potrero de Chimayó es un rancho de Nuevo México, 30 millas al norte de Santa Fe. Allí vivía a mediados del siglo XIX Don Severiano Medina, casi paralizado por la artritis. Tuvo conocimiento de que en el Fresnío se veneraba el Niño Manuel, a él se encomendó y pronto estuvo sano para emprender un largo viaje en burro y venir a Plateros a dar gracias. Llevó una imagen del Niño Dios y le construyó una capilla en el Potrero, donde se le sigue dando culto.
Testimonios Exvotos
Don Calixto Aguirre, vecino de la ciudad de Guanajuato, sufría en marzo de 1841 un mal grave e incurable: tal vez era cáncer aquella enfermedad que lo había deformado y le producía “incomparables dolores y dolencias“ a tal grado que su médico, Don Vicente López estaba espantado. “Como sus dolencias aumentaban considerablemente, aclamó con veras de su corazón al Santo Niño de Atocha, prometiéndole como le sanara le dispondría una Novena compuesta de la dureza de su ingenio, y llevaría hasta su Santuario su retablo que hiciera patente esta maravilla”.
La curación de Don Calixto y su ingenio no tan duro son el origen de la primera investigación sobre los milagros del Santo Niño, que recoge trece gracias atestiguadas por los exvotos que el guanajuatense encontró en Plateros.
Las gentes decían haber visto al Santo Niño en remotos lugares. Le dieron traje de peregrino: sombrero de fieltro emplumado, báculo del que pende un guaje para llevar provisión de agua, sandalias que muchas veces vieron llenas de lodo, sostiene un canastillo con racimos de uvas y en la mano izquierda, junto con el báculo, aprieta unas espigas doradas. Hubo necesidad de mandar hacer litografías en la lejana Ciudad de México, y los grabadores inventaron una imagen que no era precisamente un retrato del pequeño Niño que lleva en sus brazos Santa María de Atocha.
El Niño invariablemente es representado como un caminante en reposo, pues sentado estuvo en los brazos de su madre y sentado en un pequeño sillón se venera en todo México al Divino Infante en la Fiesta de la Epifanía.
Advocaciones: El Niño de Praga o el de las Palomas siempre muestran una imagen de Jesús de pie, y en su culto nunca se vincula a una especial advocación de María.
Algunos de los litógrafos primeros creyeron oportuno poner sobre la cabeza del Niño la paloma simbólica del Espíritu Santo. En otra estampa aparecen a los lados de la imagen dos preciosos jarrones de porcelana, que luego repetirán en diversas formas.
Poco a poco las distintas reproducciones litográficas fueron difundiendo la imagen de un “Santo Niño de Atocha que se venera en Plateros“ pero que los peregrinos nunca encontraban. Se corría la voz de que el Niño de ordinario no estaba en el Santuario, pues salía a dar ayudar a sus devotos. Los capellanes tuvieron que dotar a la pequeña imagen de los atributos con que se la representaba y fue necesario arrancarla de los brazos de su Madre para darles autonomía y presentarla a la veneración de los fieles.
A finales del siglo XIX, magníficas oleografías alemanas decoraban los hogares de nuestros antepasados. Se mandó hacer un cromo del Santo Niño de Atocha y resultó muy hermoso. Maltrecho y recompuesto se conserva en el Santuario de los Plateros un ejemplar de esa primera edición, que dio origen a incontables reproducciones más o menos afortunas.
Dos viñetas en la parte superior de la estampa ilustran otros tantos milagros que pueden hacer referencia a la Novena de Aguirre. Aparece en una un hombre tendido en su cama, que puede ser Don Calixto o cualquier otro enfermo. Pero la otra tal vez describe lo que aconteció el 6 de noviembre de 1837, cuando María Eleuteria García estaba sentada a la puerta de su casa y fue agredida a puñaladas por un desconocido, recibiendo heridas mortales en el pecho y en la cara; una amiga de Eleuteria, Catalina Rivera, que estaba junto a ella, invocó al Santo Niño de Atocha pidiéndole que la herida, no muriera sin los auxilios espirituales. Esta no murió, si no que se restableció del todo.
Una antigua estampa litografiada por Murguía en México representa a Santa María de Atocha con el Niño en los brazos llevando ya las insignias de sombrero, báculo, canasta, guaje y huaraches. Una de esas imágenes ya era muy venerada hacia 1850 en un barrio de San José de la Isla, estado de Zacatecas y su culto va en aumento hasta el presente.
Pero lo admirable es que a esa imagen de María se llama el Santo Niño de las Cumbres: no es posible separar las dos imágenes como se ha hecho en Plateros.
Pero el culto de los fieles se concentra en Cristo Niño y se olvida de que está sostenida por María.
Cuando el maestro Montaño labró el arco central del atrio, en 1886, puso en un medallón la imagen del Santo Niño de Azul el peregrino, el de la oleografía, el que se venera en Plateros.
La investigación de Ivonne Lange, directora del Museo de Arte Folklórico Internacional de Santa Fe, Nuevo México confirma la hipótesis en este folleto: El Santo Niño de Atocha que se venera en Plateros es el centro de una gran devoción muy popular en todo México, no solo incluyendo sus antiguas provincias del norte, ahora bajo la hegemonía de los Estados Unidos, sino que ha llegado hasta la antigua basílica madrileña de Atocha. Caso muy raro de una devoción mexicana trasplantada a España.
Santuario Altar Mayor
```
A principios del 
siglo
 
XX

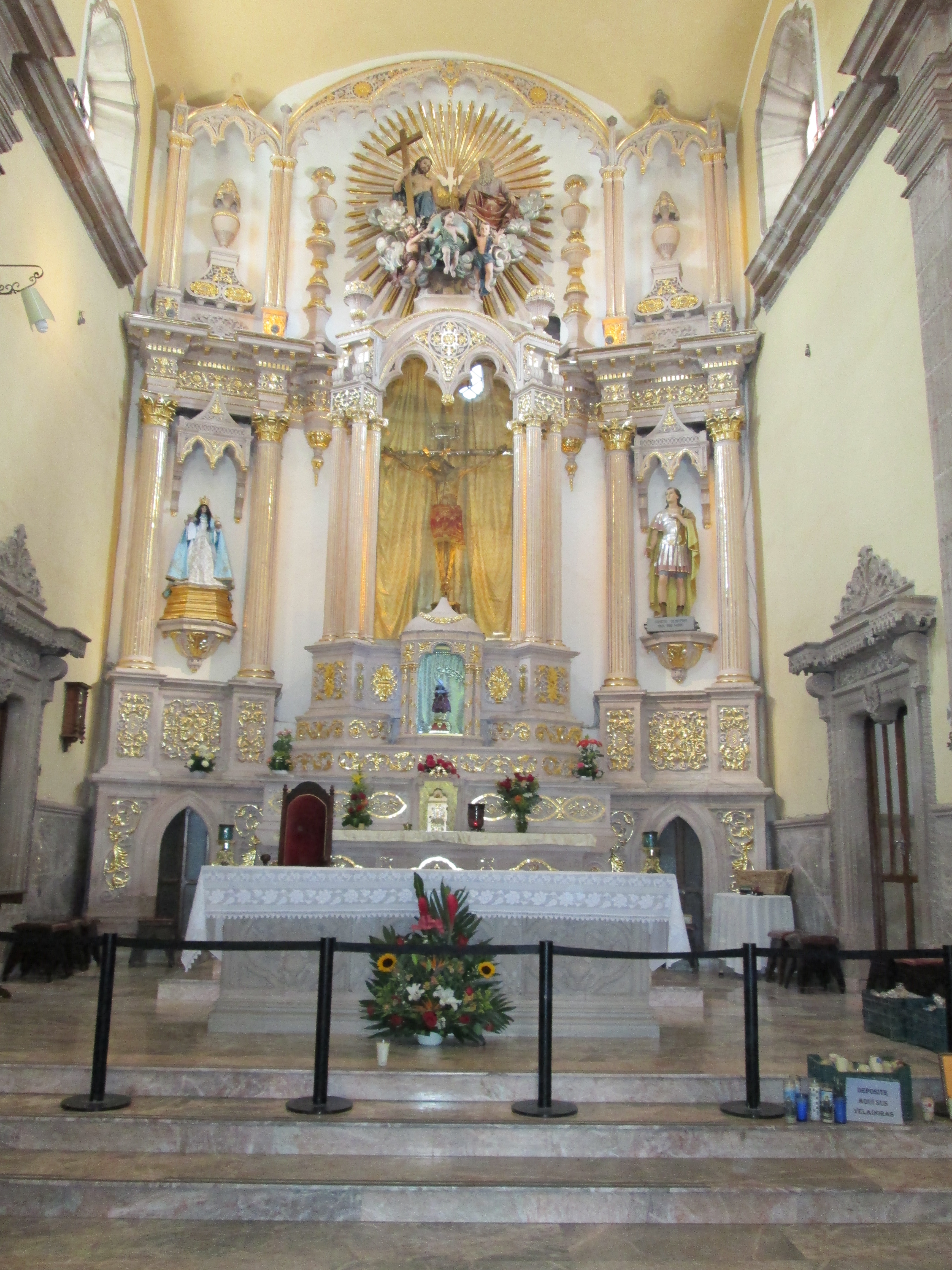
El Altar Mayor del santuario donde esta la imagen del Niño de Atocha.

 (1903-1919) los religiosos josefinos tuvieron a su cargo el Santuario y propagaron mucho la devoción del Santo Niño. Difundieron fotografías de la imagen como es en realidad. Esa vera efigies se ha reproducido en postales, estampas, medallas y esculturas. Sin embargo, los artistas y artesanos gozan de amplias facultades para retocar e interpretar. Muchas gentes ya saben que ese Niño de Atocha más bello, vestido de azul no existe ni en 
España
 ni en 
México
 pero buscan sus avidez sus imágenes y proyectan esa figura ideal sobre el Niño que besan reverentes en Plateros, y no se cansan de decir al mirarlo: ¡Qué lindo! ¡Qué bonito es!.
```

Una reflexión seria sobre las diversas representaciones del Santo Niño de Atocha nos permite presentar estas conclusiones: todas las imágenes del Santo Niño, aunque se le represente en diversas edades, se refieren al único Niño de Santa María de Atocha que se venera en Plateros, cerca de Fresnillo, en Zacatecas. El culto a esta imagen ha nacido de la fe y del amor de pueblo mexicano, que cree con firmeza en el Hijo de Dios hecho hombre, lo ama con ternura al recordar el misterio de su infancia y lo asocia indisolublemente a María su Madre.

## Sincretismo en la santería

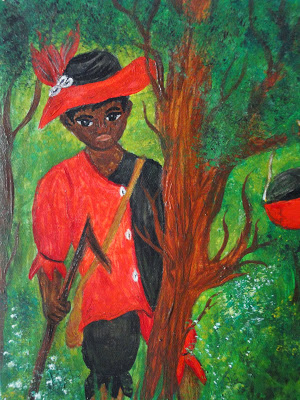
Elegguá, orisha de la santería que se sincretiza con el Santo Niño de Atocha.

En el sincretismo de la religión afrocubana de origen Yoruba conocida como la santería, el Santo Niño de Atocha se asocia con Elegguá, uno de los orishas más importantes de la regla de ocha. 
Elegguá es el dueño del destino y de los caminos; es el que abre o cierra el camino de la vida, la prosperidad, la felicidad, la suerte o la desgracia. Su sincretismo religioso se debe al proceso de la transculturación entre la religión católica y la yoruba que sucedió en Cuba durante la época colonial.